# Brian Aherne
Brian Aherne (2 de mayo de 1902 – 10 de febrero de 1986) fue un actor teatral y cinematográfico británico.

## Primeros años y carrera teatral
Su verdadero nombre era William Brian de Lacy Aherne, y nació en King's Norton, Birmingham (Inglaterra), siendo sus padres William de Lacy Aherne y Louise Thomas. Estudió en Edgbaston, Birmingham, así como en la Italia Conti Academy de Londres. Ya antes de completar su educación en el Malvern College, Aherne interpretaba papeles infantiles.
Su primera actuación teatral tuvo lugar en Birmingham con los Pilgrim Players (que más adelante formaron la compañía Birmingham Repertory Theatre) el 5 de abril de 1910, en la obra Fifinella. El 26 de diciembre de 1913 actuó por primera vez en Londres, en el Teatro Garrick, representando Where the Rainbow Ends, una pieza de Clifford Mills y John Ramsey con música de Roger Quilter, la cual se representó en diferentes locales a lo largo de más de 25 años. 
Posteriormente estudió con la idea de ser arquitecto pero, gracias a su experiencia como aficionado en Birmingham y con el Liverpool Green Room Club, se comprometió con Robert Courtneidge y actuó en el Teatro Savoy de Londres estrenando el 26 de diciembre de 1923 la obra de W. Gayer-Mackay y Robert Ord Paddy the Next Best Thing, en la que interpretaba a Jack O'Hara. Después hizo una gira con Violet Vanbrugh representando The Flame, y actuó en el London Playhouse en mayo de 1924 en el papel de Langford en la pieza de Leon Gordon White Cargo. 
En 1926 acompañó a Dion Boucicault Jr. a Australia, donde actuó en varias obras de James Matthew Barrie: Quality Street, What Every Woman Knows, The Admirable Crichton y Mary Rose. Otra de las piezas en las que actuó fue Aren't We All?, una comedia de Frederick Lonsdale. 
Aherne reapareció en Londres en el Teatro Novello en marzo de 1927 interpretando a Langford en White Cargo, y siguió en dicha ciudad en una sucesión de obras hasta finales de 1930. En ese momento viajó a Estados Unidos, actuando por primera vez en Nueva York en el Teatro Empire el 9 de febrero de 1931, interpretando a Robert Browning en la obra de Rudolph Besier The Barretts of Wimpole Street, junto a Katharine Cornell. Cornell y Aherne hicieron amistad de por vida, y él trabajó en muchas de las producciones de la actriz, como Saint Joan, de Bernard Shaw.  En 1934 volvió temporalmente a Londres, pero ese mismo año volvió a actuar en Nueva York, trabajando en diciembre en el Teatro Martin Beck como Mercutio en Romeo y Julieta, también con Katharine Cornell. Aherne continuó con su carrera teatral a pesar de haber iniciado ya sus actuaciones cinematográficas en 1924 en el cine mudo.

## Carrera cinematográfica y televisiva
Su primera película sonora fue Madame Guillotine (1931). Tras unas pocas películas sonoras británicas, se trasladó a Hollywood para interpretar primeros papeles en más de treinta filmes, entre ellos I Live My Life (1935), Merrily We Live (1938), Juárez (1939, en la que interpretó a Maximiliano I de México, papel por el que fue nominado a un Oscar al mejor actor de reparto), Vigil in the Night (1940), Titanic (1953), y The Best of Everything (1959). 
En 1945 fue Simon Templar en la serie radiofónica de misterio The Saint. También actuó en muchas series televisivas, entre ellas G E Theatre, The Twilight Zone, y Rawhide. Además, fue invitado en el show televisivo The Name's the Same.
Aherne publicó una autobiografía, A Proper Job, en 1969, así como A Dreadful Man (1979), una biografía de su amigo George Sanders.

## Vida personal
Entre 1939 y 1945 Aherne estuvo casado con la actriz Joan Fontaine. El matrimonio acabó en divorcio, y posteriormente Aherne se casó con Eleanor de Liagre Labrot.
Brian Aherne falleció a causa de un fallo cardiaco en 1986 en Venice, Florida. Tenía 83 años de edad. Sus restos fueron incinerados.
Aherne fue premiado con una estrella en el Paseo de la Fama de Hollywood, en el 1772 de Vine Street, por su trabajo televisivo.

## Filmografía seleccionada
| Cine       | Cine                                            | Cine                       | Cine                                                        |
| Año        | Film                                            | Papel                      | Observaciones                                               |
| ---------- | ----------------------------------------------- | -------------------------- | ----------------------------------------------------------- |
| 1924       | The Eleventh Commandment                        | Norman Barchester          |                                                             |
| 1925       | King of the Castle                              | Colin O'Farrell            |                                                             |
| 1926       | Safety First                                    | Hippocrates Rayne          |                                                             |
| 1927       | A Woman Redeemed                                | Geoffrey Maynefleet        |                                                             |
| 1928       | Underground (Subterráneo)                       | Bill                       |                                                             |
| 1930       | The W Plan                                      | Coronel Duncan Grant       |                                                             |
| 1931       | Madame Guillotine                               | Louis Dubois               |                                                             |
| 1933       | The Song of Songs (El cantar de los cantares)   | Richard Waldow             |                                                             |
| 1934       | What Every Woman Knows                          | John Shand                 |                                                             |
| 1935       | Sylvia Scarlett                                 | Michael Fane               |                                                             |
| 1935       | I Live My Life (Yo vivo mi vida)                | Terence "Terry" O'Neill    |                                                             |
| 1936       | Beloved Enemy (Adorable enemiga)                | Dennis Riordan             |                                                             |
| 1937       | The Great Garrick                               | David Garrick              |                                                             |
| 1938       | Merrily We Live                                 | E. Wade Rawlins            |                                                             |
| 1939       | Juárez                                          | Maximiliano I de México    | {nominado al Óscar al mejor actor de reparto}               |
| 1939       | Captain Fury (Capitán furia)                    | Capitán Michael Fury       |                                                             |
| 1940       | My Son, My Son!                                 | William Essex              |                                                             |
| 1941       | Smilin' Through                                 | Sir John Carteret          |                                                             |
| 1942       | Mi hermana Elena                                | Robert Baker               |                                                             |
| 1943       | First Comes Courage                             | Captain Allan Lowell       |                                                             |
| 1946       | The Locket (La huella de un recuerdo)           | Dr. Harry Blair            |                                                             |
| 1948       | Angel on the Amazon                             | Anthony Ridgeway           | Otros títulos: Drums Along the Amazon The Jungle Wilderness |
| 1953       | Titanic                                         | Capitán Edward John Smith  |                                                             |
| 1954       | Prince Valiant (El príncipe valiente)           | Rey Arturo                 |                                                             |
| 1956       | El cisne                                        | Padre Carl Hyacinth        |                                                             |
| 1959       | The Best of Everything (Mujeres frente al amor) | Fred Shalimar              |                                                             |
| 1961       | Susan Slade                                     | Stanton Corbett            |                                                             |
| 1963       | Lancelot and Guinevere                          | Rey Arturo                 | Otro título: Sword of Lancelot                              |
| 1964       | Sette contro la morte                           | Gen. Braithwaite           | Otro título: The Cavern                                     |
| 1967       | Rosie!                                          | Oliver Stevenson           |                                                             |
| Televisión |                                                 |                            |                                                             |
| Año        | Título                                          | Papel                      | Observaciones                                               |
| 1950       | Armstrong Circle Theatre                        |                            | 1 episodio                                                  |
| 1950–1953  | Robert Montgomery Presents                      |                            | 3 episodios                                                 |
| 1951       | Pulitzer Prize Playhouse                        |                            | 1 episodio                                                  |
| 1951–1953  | Lux Video Theatre                               |                            | 2 episodios                                                 |
| 1955       | General Electric Theater                        | Coronel Tafferty           | 1 episodio                                                  |
| 1955       | Producers' Showcase                             | Rudolf Maximilian          | 1 episodio                                                  |
| 1955–1956  | Crossroads                                      | Padre Cataldo              | 3 episodios                                                 |
| 1956       | Climax!                                         | David                      | 1 episodio                                                  |
| 1956       | Cavalcade of America                            | John Kirk                  | 1 episodio                                                  |
| 1959       | Goodyear Theatre                                | James Rupert/James Spencer | 1 episodio                                                  |
| 1960       | The Twilight Zone                               | Booth Templeton            | 1 episodio                                                  |
| 1961       | Wagon Train                                     | Lord Bruce Saybrook        | 1 episodio                                                  |
| 1963       | The Wonderful World of Disney                   | Johann Strauss Sr.         | 2 episodios                                                 |

## Premios y distinciones
Premios Óscar
| Año  | Categoría              | Película | Resultado |
| ---- | ---------------------- | -------- | --------- |
| 1940 | Mejor actor de reparto | Juárez   | Nominado  |